# Воронежский радиотелецентр РТРС
Радиотелевизионный передающий центр Воронежской области (филиал РТРС «Воронежский ОРТПЦ») — филиал «Российской телевизионной и радиовещательной сети» в Воронежской области. Основной оператор цифрового эфирного и аналогового эфирного теле- и радиовещания Воронежской области. Филиал обеспечивает 20-ю бесплатными цифровыми эфирными телеканалами 99,21 % населения Воронежской области.

## История
Датой рождения Воронежского радиотелецентра считается 7 мая 1954 года. В этот день радиолюбители организовали в Воронеже первую телевизионную трансляцию. Вскоре энтузиасты создали любительский телецентр, который был расположен в доме со шпилем на пересечении улиц проспект Труда и Плехановская.
В 1958 году на смену любительскому телевещанию пришло профессиональное: на улице Карла Маркса заработал новый телецентр. Телевизионный комплекс состоял из телебашни высотой 180 м, здания, в котором размещался студийный комплекс и техника по подготовке телепрограмм, а также технического здания, где находилось передающее телевизионное и радиовещательного оборудование.
26 декабря 1958 года началось регулярное телевизионное вещание с башни в Воронеже. С запуском вещания в Воронеже началось интенсивное развитие сети ретрансляторов в области.
1960-1990-е годы
С 1961 по 1967 годы были построены девять маломощных ретрансляторов. Благодаря этому население сельских районов получило возможность смотреть телевизионные передачи с черно-белым изображением.
В 1969 году была создана Воронежская областная радиотелевизионная передающая станция (ОРТПС).
Для расширения зоны охвата жителей телевещанием и повышения качества изображения продолжалась работа по строительству маломощных ретрансляторов.
В 1974 году благодаря замене старого телевизионного передатчика Воронеж вступил в эру цветного телевещания.
В 1974 году приказом министра связи областная радиотелевизионная передающая станция переименована в «Воронежский областной радиотелевизионный передающий центр» (ОРТПЦ).
В 1976 году завершено строительство и монтаж оборудования радиорелейной линии Воронеж — Каширское — Бобров. Принятые меры позволили населению, проживающему в Воронежской области, принимать цветные телевизионные передачи Центрального телевидения (ЦТ) в высоком качестве.
В 1991 году завершилось строительство РРЛ Бобров — Таловая — Абрамовка — Новохопёрск — Борисоглебск. Одновременно со строительством мощных станций велось интенсивное развитие сети маломощных ретрансляторов, для покрытия сигналом «теневых» зон вещания Первой программы и для организации вещания Второй.
С 1969 по 1995 годы в области установлено более 20 приёмных станций спутниковой связи, построен 21 ретранслятор.
2000-е - 2020-е годы
В 2001 году радиотелецентр вошёл в качестве филиала в состав РТРС.
В 2002 году совместно с Администрацией Воронежской области разработана региональная целевая программа «Создание Воронежского телевизионного вещательного канала на 2003—2004 гг». К 2004 году было организовано вещание Студии «Губерния» в Воронеже, Боброве, Борисоглебске, установлен передатчик в Богучаре. К началу 2009 года программы передач местного телеканала принимают телезрители Острогожска и Россоши.
В 2005 году для дальнейшего развития телерадиовещания построены башни высотой 72 метра в Лисках и Острогожске. Это позволило значительно расширить зоны вещания общероссийских и коммерческих телерадиопрограмм и предоставлять услуги операторам сотовой связи.
Итогом развития аналогового телевещания стали 20 телепрограмм в эфире Воронежа.
3 декабря 2009 года постановлением Правительства России № 985 утверждена федеральная целевая программа «Развитие телерадиовещания в Российской Федерации на 2009—2018 годы». Филиал РТРС «Воронежский ОРТПЦ» — единственный исполнитель мероприятий по строительству цифровой эфирной телесети на территории Воронежской области.
Цифровая телесеть РТРС в Воронежской области состоит из 51 передающей станции. Из них вновь построенных — 35, 16 объектов модернизировано. Показатель охвата населения цифровым эфирным телевещанием — 99,21 %.
Первые объекты цифрового вещания были запущены 19 июня 2012 года в Таловой, Новохоперске и Воробьевском.
9 сентября 2014 года каналы первого мультиплекса стали доступны жителям столицы Воронежской области.
В апреле 2016 года воронежский филиал РТРС завершил строительство сети эфирного вещания пакета цифровых телеканалов РТРС-1 (первый мультиплекс) в Воронежской области.
В июне 2017 года ВГТРК и РТРС начали трансляцию региональных программ ГТРК «Воронеж» в сетке вещания телеканалов «Россия-1», «Россия 24» и радиоканала «Радио России» в Воронежской области.
22 ноября 2018 года воронежский филиал РТРС ввел в эксплуатацию всю цифровую эфирную телесеть второго мультиплекса в Воронежской области.
14 декабря 2018 года на телевизионной башне РТРС в честь 60-летия с начала регулярного телевизионного вещания в Воронеже была запущена архитектурно-художественная подсветка, состоящая из 4400 пиксельных светильников.
3 июня 2019 года воронежский филиал РТРС отключил аналоговое вещание федеральных телеканалов и полностью перешел на цифровое телевидение. Три региональных телеканала и телеканалов, не входящих в состав мультиплексов, продолжают аналоговое вещание. В Воронеже: «Ю», «Дисней», «Суббота!». В Борисоглебске — SONY SCI-FI.
29 ноября 2019 года РТРС начал цифровую трансляцию программ телеканала «Студия Губерния» в сетке телеканала «Общественное телевидение России».
Осенью 2021 года в ходе демонтажа оборудования для аналогового вещания высота телебашни сократилась с 198 до 192 метров, демонтирована антенна длиной 6 метров.

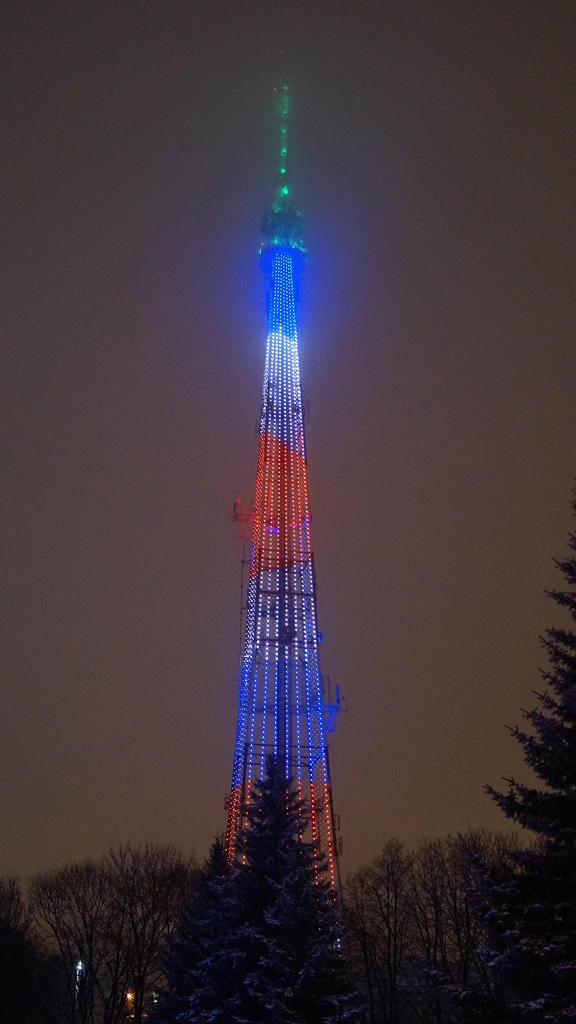
Один из вариантов иллюминации на воронежской телебашне.

## Организация вещания

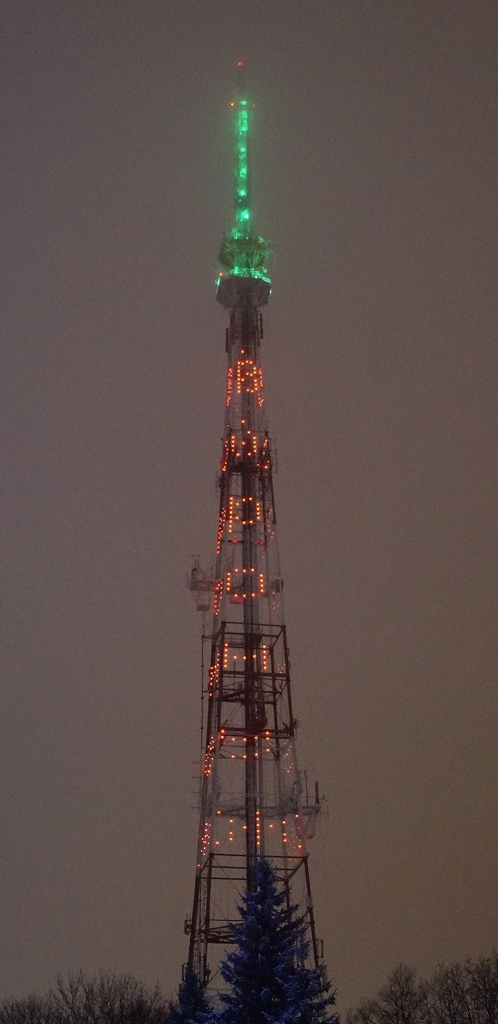
Надпись «Воронеж» на Воронежской телебашне.

РТРС транслирует в Воронежской области:
- 20 телеканалов и три радиостанции в цифровом формате;
- четыре телеканала и 24 радиоканала в аналоговом формате.[32]

Инфраструктура эфирного телерадиовещания воронежского филиала РТРС включает:
- областной радиотелецентр;
- три производственных подразделения;
- центр формирования мультиплексов;
- 102 цифровых передатчика;
- пять аналоговых телевизионных передатчиков;
- 53 радиовещательных передатчика;
- 65 антенно-мачтовых сооружений;
- передающую земную станцию спутниковой связи для врезки местных телеканалов в первый мультиплекс;
- точку присоединения операторов кабельного телевидения: Воронеж.

Для обеспечения стабильной работы телерадиосети в филиале создано пять аварийно-профилактических групп.

## Награды
По итогам 2015 года воронежский радиотелецентр признан лучшим в РТРС среди филиалов с численностью от 110 до 300 сотрудников.
По итогам 2018 года коллективу воронежского филиала РТРС была вручена благодарность губернатора Воронежской области и почетная грамота администрации городского округа город Воронеж.
По итогам 2019 года коллектив воронежского филиала РТРС был награжден почетной грамотой правительства Воронежской области.
По итогам 2021 года коллектив воронежского филиала РТРС отмечен благодарностью губернатора Воронежской области.